# Margarida Lourenco
Margarida Lourenco, var en portugisisk kvinna som anklagades för häxeri. 
Fallet handhaddes år 1585 av Portugals inkvisition. Margarida, som föddes i Sarzuelas och då bodde i Tomar, hade blivit föräldralös vid 15 års ålder och blivit tjänare hos änkan Mécia Afonso i Sarzedas. Hennes bekännelse är en intressant bild av hur man föreställde sig en häxsabbat i Portugal. 
Änkan hade tre systrar som hade mystiska möten om nätterna. En kväll föreslog de Margarida att de skulle ta henne med på en fest om hon lovade att hålla tyst om det, och hon sade ja. Systrarna smorde då in sig med salva och flög som svarta fåglar till Vale de Cavalinos utanför Lissabon. Där betygade alla sin vördnad för Belzebub som satt på en tron med en järnspira i handen och lovade att komma tillbaka och inte fly från sin underkastelse, och Belzebub skrev in deras namn i en bok med blodet från deras vänstra arm.
Därefter åt sexhundra män och kvinnor vid en bankett med djävlar klädda i munkkåpor av getull (geten var sexualitetens och smutsens symbol) varpå de dansade i facklornas sken till musiken av cymbaler och tamburiner och avslutade kvällen med en orgie, där Satan hade samlag med Margarida både framifrån och bakifrån. 
Dessa möten hölls på måndag, onsdag och torsdag och att utebli utan giltigt skäl - det kontrollerades av en registratur - innebar piskstraff. Man gick till ett vägkors för att få reda på tid och plats, och fick flygsalva av djävlarna då man skulle hem igen. 
Detta ansågs dock mest vara sexuella fantasier, vilket i och för sig var allvarligt, men inte innebar dödsstraff. I Portugal, liksom i Italien och Spanien, brände man kättare istället för häxor, och medan antalet brända kättare är högt, är antalet brända häxor mycket lågt; 1599 brändes fem häxor på Rossitorget i Lissabon, och ytterligare en lite senare, men detta sköttes inte av inkvisitionen; av 11 745 fall då inkvisitionen var verksam i Portugal (1536-1821), handlar 291 om häxor, men bara en enda häxa avrättades av den portugisiska inkvisitionen, och det skedde i Évora år 1626. 